# Parque nacional del Chicamocha
El Parque nacional del Chicamocha (también conocido por su acrónimo PANACHI) es un parque temático y área protegida ubicado en el departamento de Santander, Colombia. Inaugurado el 2 de diciembre de 2006, fue concebido como una iniciativa de ecoturismo y valorización cultural alrededor del Cañón del Chicamocha, uno de los accidentes geográficos más emblemáticos del país.
El parque ha sido diseñado para ofrecer una experiencia turística integral que combina el disfrute paisajístico del cañón con actividades culturales, recreativas y deportivas. Su ubicación estratégica sobre la vía Bucaramanga-San Gil y la presencia del Teleférico del Chicamocha lo convierten en uno de los principales destinos turísticos del oriente colombiano.

## Localización
El parque se encuentra a 54 km de Bucaramanga y a 39 km de San Gil, dentro del municipio de Aratoca. Tiene una extensión de 264 hectáreas situadas sobre una de las laderas del Cañón del Chicamocha. Su infraestructura incluye plazas temáticas, miradores, senderos ecológicos, y espacios que reflejan la arquitectura y tradiciones del departamento de Santander.

## Atracciones

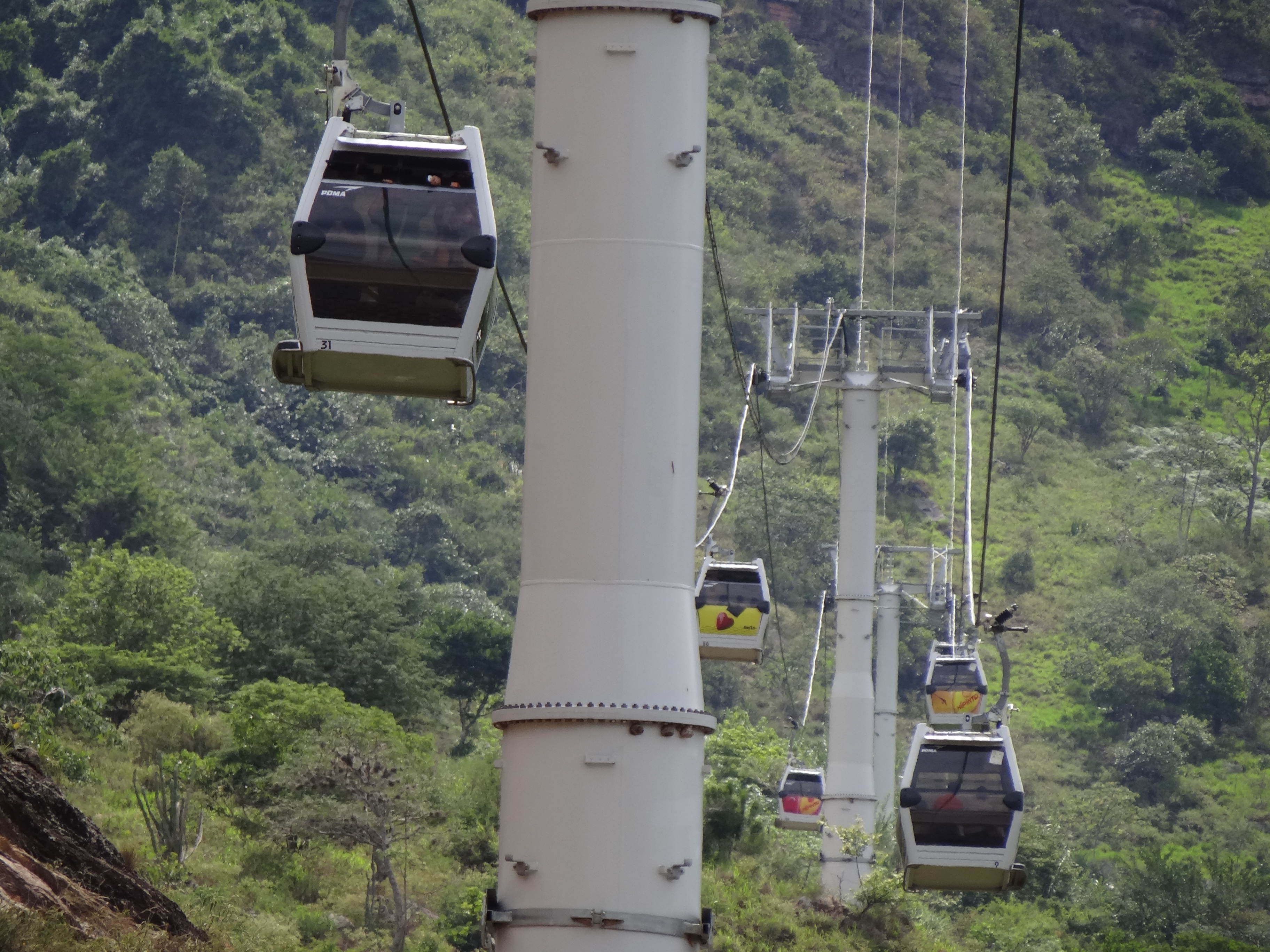
Ascenso del Teleférico del Chicamocha hacia la Mesa de los Santos.

- Teleférico del Chicamocha: con 6,3 km de recorrido, conecta el parque con la Mesa de los Santos, atravesando el cañón en uno de los trayectos aéreos más extensos del continente.

- Cablevuelos (tirolinas): hay tres: el principal (450 m), el del mirador (más corto y empinado) y uno infantil.

- Pista de hielo ecológico: importada de Europa, permite patinaje recreativo con vista al cañón.

- Pista para buggies: recorrido de 1 km diseñado para vehículos ligeros todo terreno.

- Salto con liana: estructura que permite lanzamientos suspendidos con arnés, alcanzando 7 metros de altura.

- Parques de fauna: incluyen un parque de avestruces y un parque de cabras, donde los visitantes pueden interactuar con los animales.

- Monumento a la Santandereanidad: escultura monumental que representa la Rebelión de los comuneros, obra del artista Luis Guillermo Vallejo. La pieza principal tiene forma de hoja de tabaco, símbolo de la rebelión.

- Mirador 360°: permite una panorámica total del cañón desde el punto más elevado del parque.

- Pueblito santandereano: réplica arquitectónica de un pueblo tradicional de la región.

Además, organizados con operadores turísticos autorizados, el parque promueve actividades de ecoturismo y deportes de aventura que permiten explorar el entorno desde el aire o desde el río Chicamocha. Entre ellas ciclismo de montaña, caminatas, parapente, montañismo, canotaje, pesca deportiva, cabalgatas, acampada, globos aerostáticos y espeleología.
También, el parque combina actividades de ocio con espacios culturales como el Museo Guane, una sala de exposiciones temporales, el auditorio de eventos y áreas para muestras gastronómicas, resaltando así la identidad regional santandereana.

## Impacto turístico
Desde su apertura, el parque se ha convertido en uno de los principales destinos turísticos del nororiente colombiano. Su desarrollo ha generado empleo local y dinamizado el sector servicios en municipios aledaños como Aratoca, Los Santos, Jordán y Cepitá. También ha contribuido a posicionar el Cañón del Chicamocha como destino turístico internacional mediante campañas como la de las Nuevas 7 maravillas naturales.

## Galería de imágenes

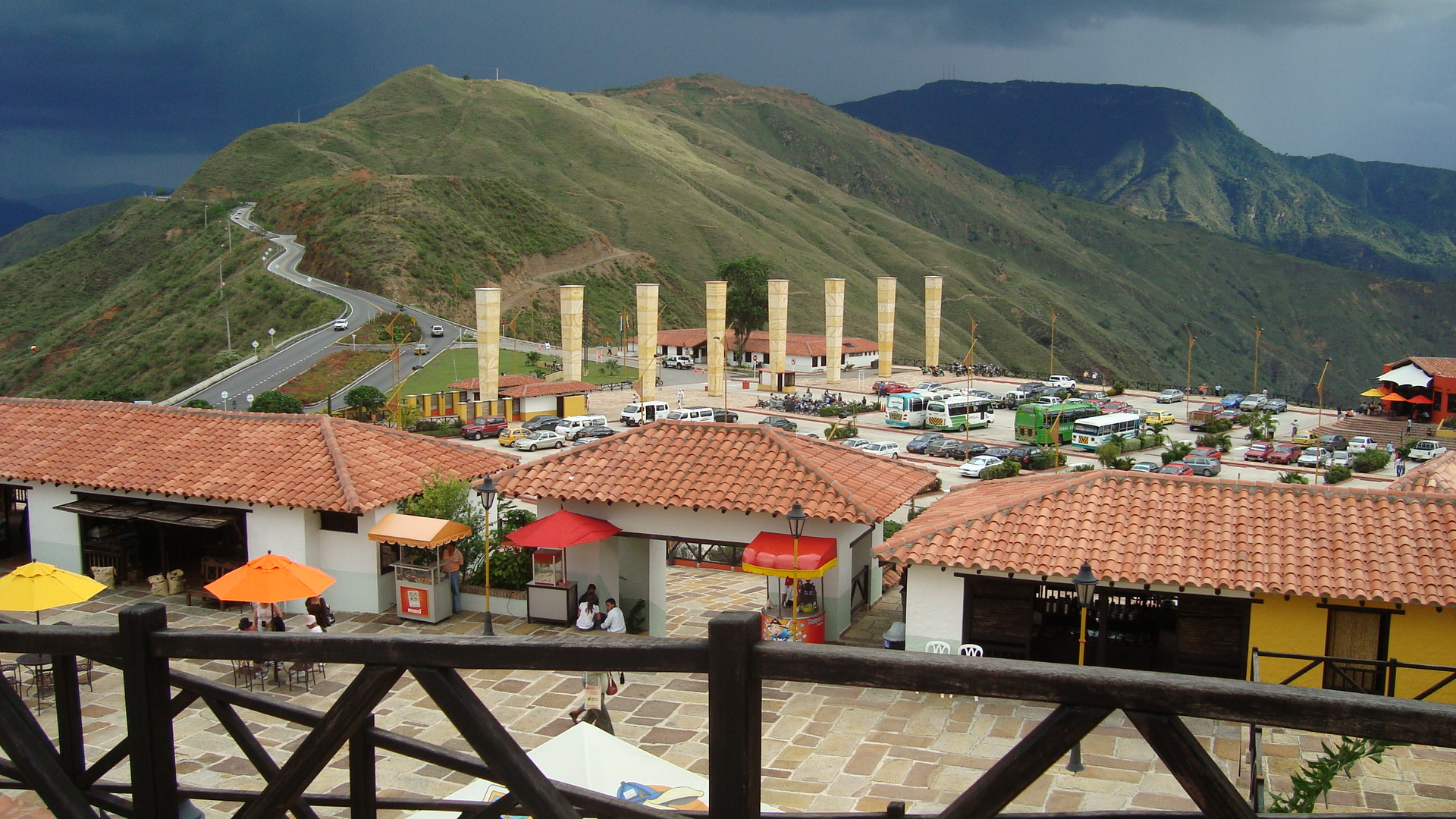
Vista desde la estación del teleférico en el parque.
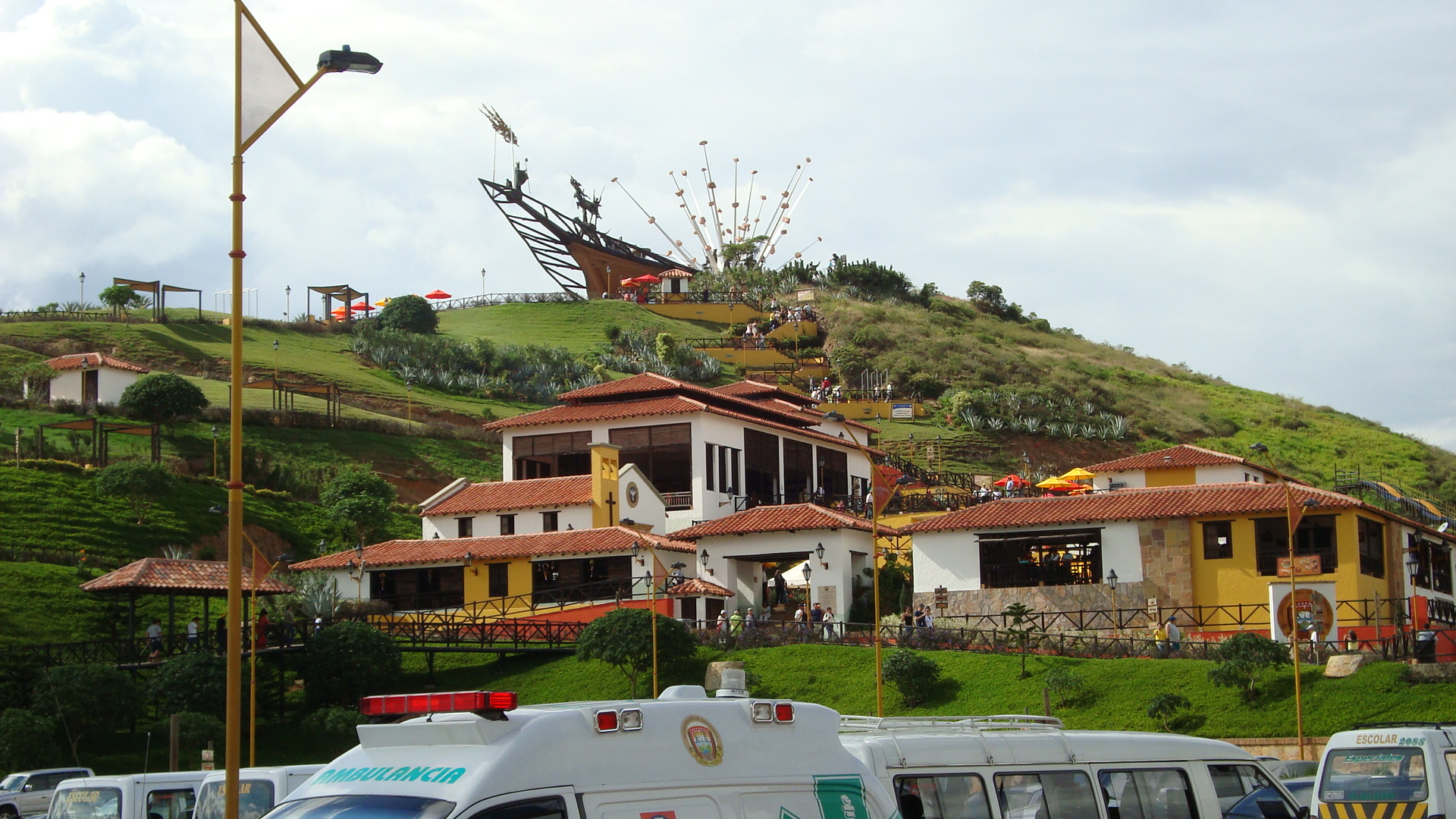
Vista desde el parqueadero.
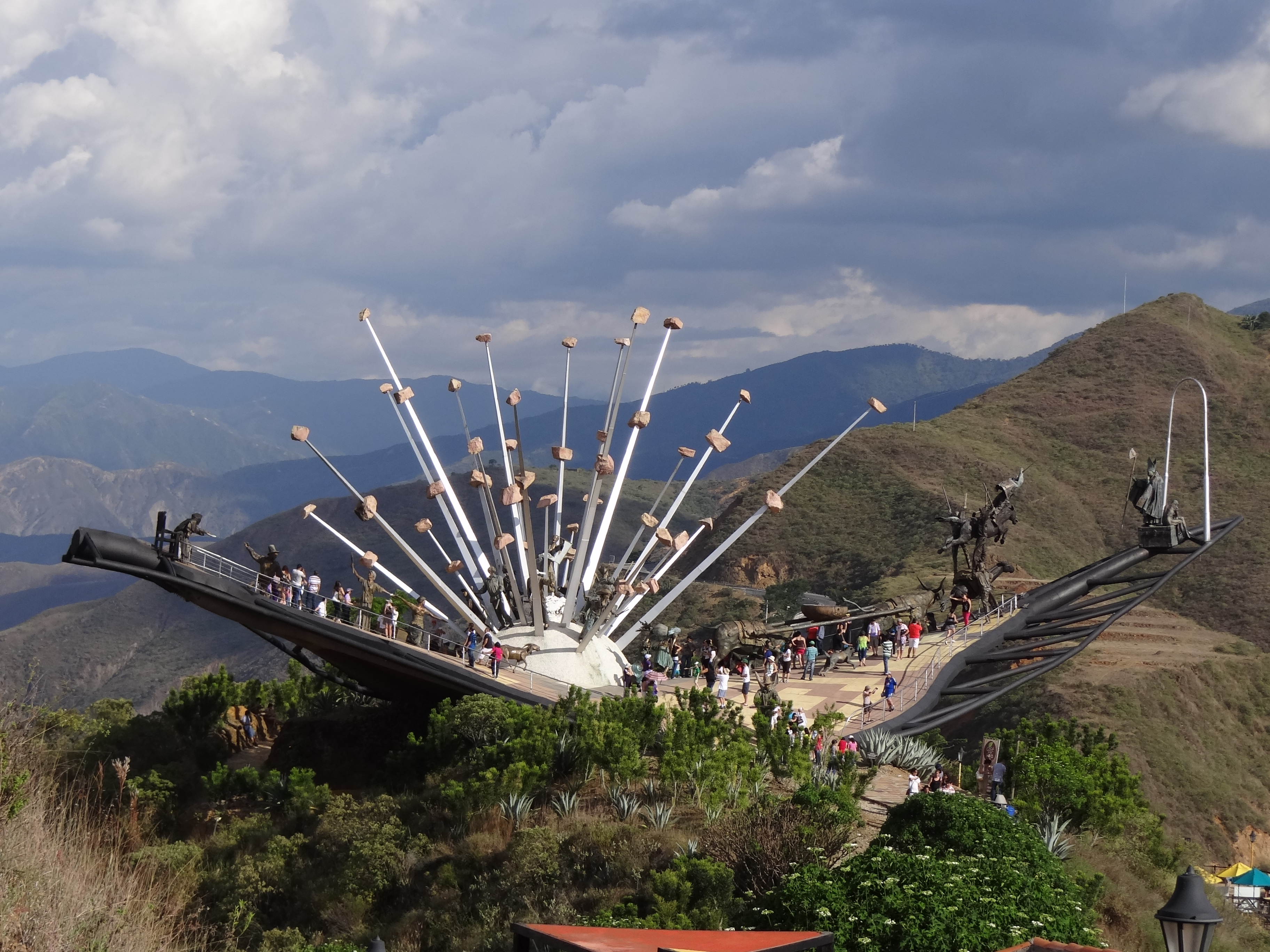
Monumento a la Santandereanidad.
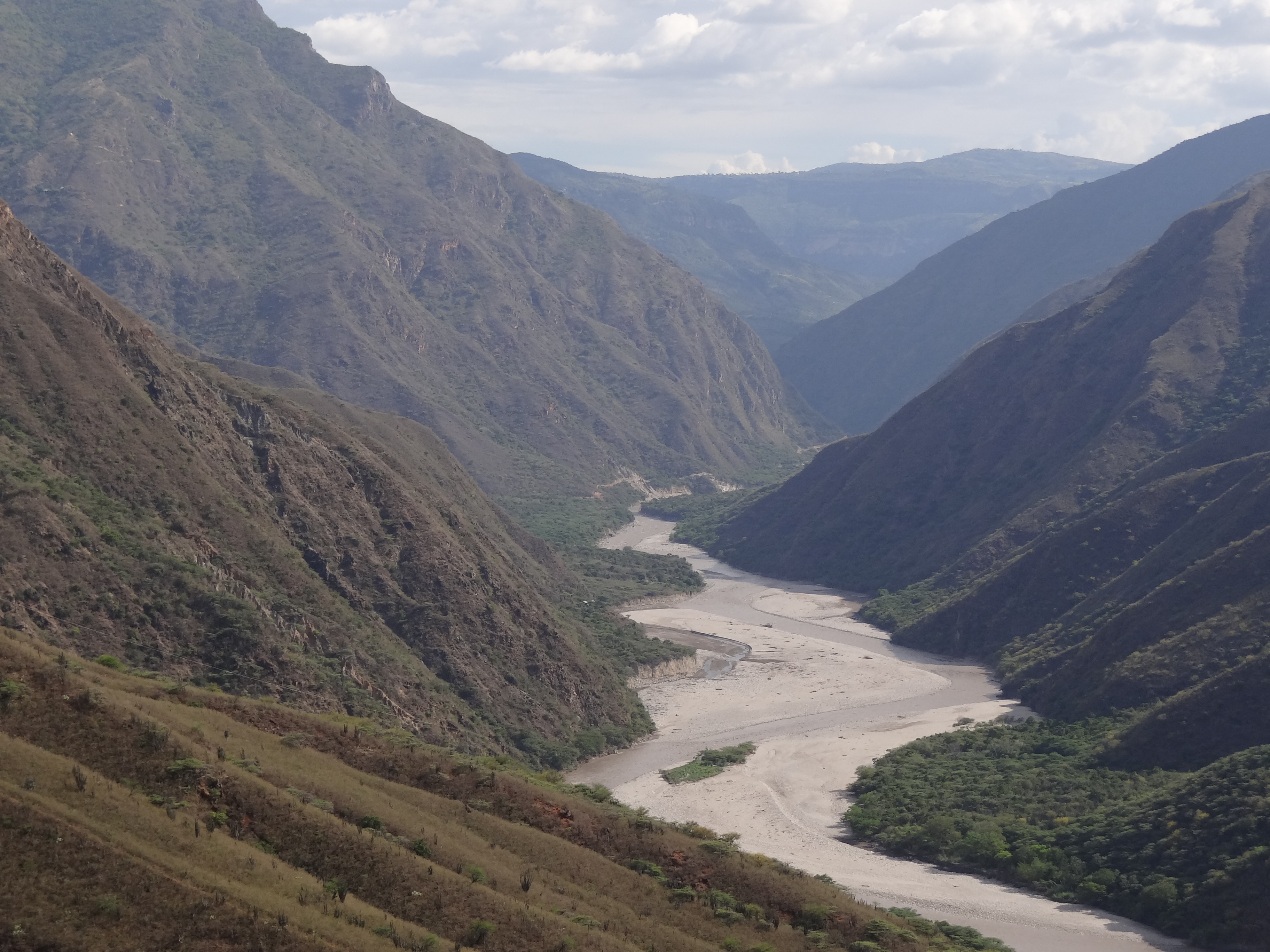
Vista del río Chicamocha desde el parque.
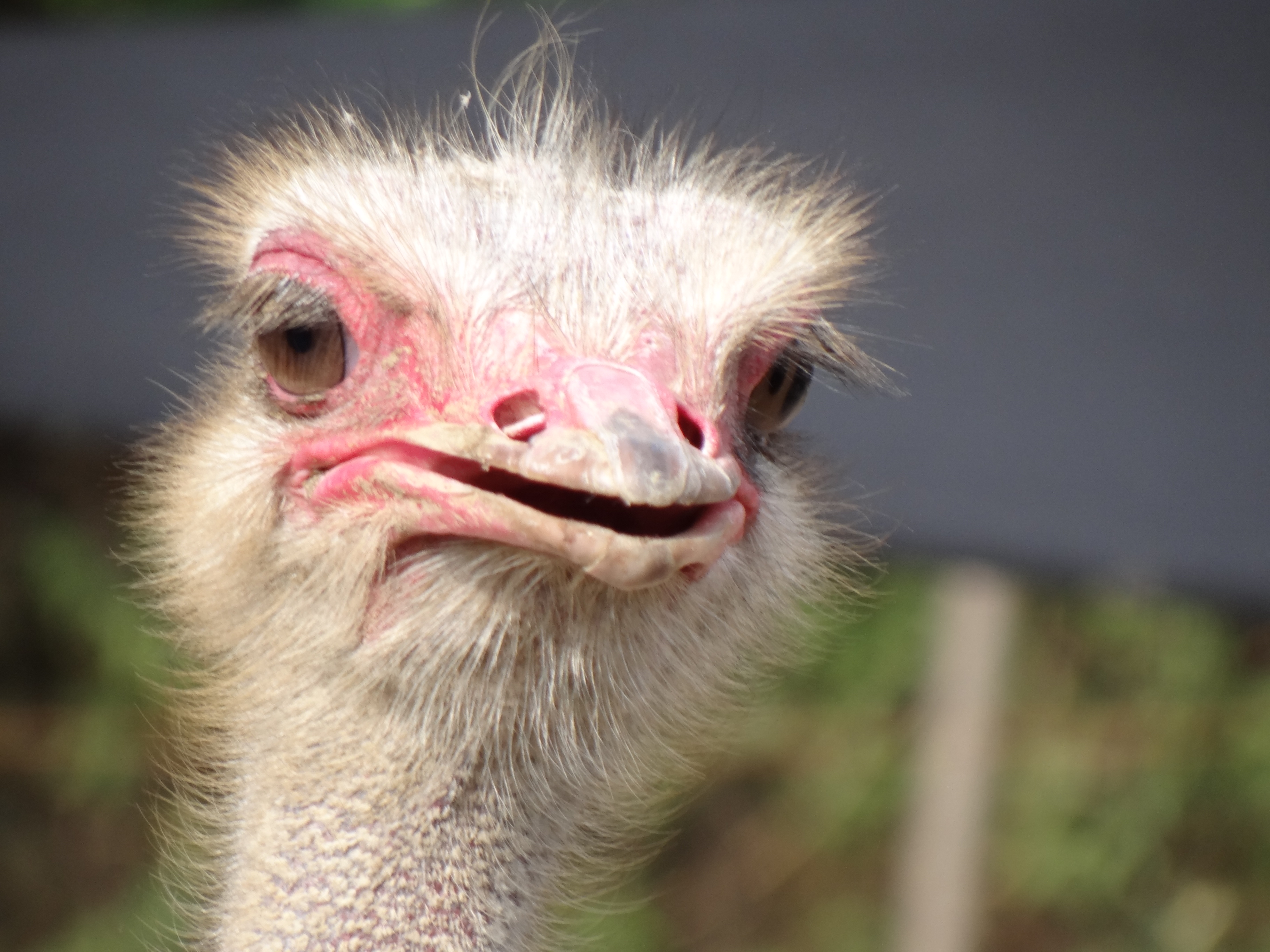
Avestruz en el parque.